# Castelserás (kommunhuvudort)
Castelserás är en kommunhuvudort i Spanien.   Den ligger i provinsen Provincia de Teruel och regionen Aragonien, i den östra delen av landet, 300 km öster om huvudstaden Madrid. Castelserás ligger 370 meter över havet och antalet invånare är 808.
Terrängen runt Castelserás är platt åt nordväst, men åt sydost är den kuperad. Runt Castelserás är det glesbefolkat, med 14 invånare per kvadratkilometer. Närmaste större samhälle är Alcañiz, 7,7 km norr om Castelserás. Trakten runt Castelserás består till största delen av jordbruksmark.